# Route nationale 23 (Argentine)
Pour les articles homonymes, voir Route nationale 23.

Trajet de la route nationale 23

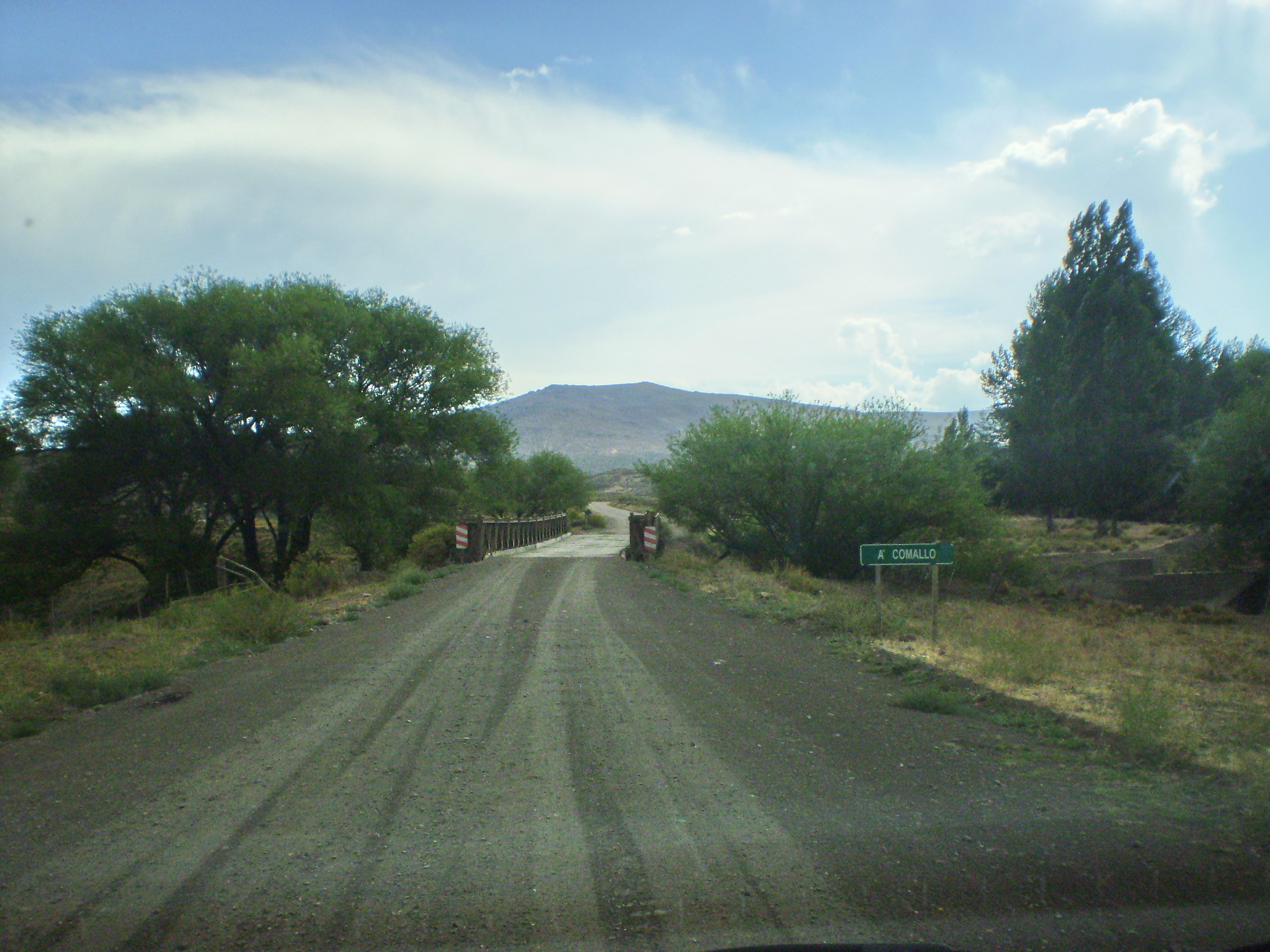
Pont sur l'arroyo Comallo à Pilcaniyeu.

Changement de tracé de la route nationale 23 - En vert : l'ancien tracé.

La Ruta Nacional 23 Perito Moreno est une route d'Argentine qui parcourt le centre-sud de la province de Río Negro. Elle est la seule voie routière reliant le littoral atlantique à la Cordillère des Andes par le territoire rionegrin.
Elle prend naissance au niveau de la route nationale 3, à 36 km à l'ouest de San Antonio Oeste et se termine à Dina Huapi aux environs de San Carlos de Bariloche (Bariloche). Durant la quasi-totalité de son parcours, elle longe la voie ferrée qui relie Viedma avec Bariloche.
Jusqu'à la fin des années 1990 la route était en terre et donc d'utilisation très difficile, spécialement à la suite des précipitations. Mais depuis lors on a commencé les travaux de pavimentation, et ce de manière progressive, tronçon par tronçon.

## Localités traversées
D'est en ouest :

### Province de Río Negro
Parcours : 605 km (km 0 à 605, d'est en ouest)
- Département de San Antonio : pas de localités.
- Département de Valcheta : Aguada Cecilio (km 43), Valcheta (km 77–79) et Nahuel Niyeu (km 119).
- Département de Nueve de Julio : Ministro Ramos Mexía (km 181) et Sierra Colorada (km 224).
- Département de Veinticinco de Mayo : Los Menucos (km 270), Aguada de Guerra (km 305), Maquinchao (km 340–341), Ingeniero Jacobacci (km 413–414) et Clemente Onelli (km 464).
- Département de Pilcaniyeu : Comallo (km 505), Pilcaniyeu (km 557) et Dina Huapi.